# Fairytale Fights
Fairytale Fights is een actie-avonturenspel ontwikkeld en gepubliceerd door Playlogic Entertainment voor de PlayStation 3 en Xbox 360.

## Gameplay
Fairytale Fights is gebaseerd op de Unreal Engine 3. Het spel heeft een geavanceerd vloeistofsysteem, waarbij bloed alle kanten op vliegt wanneer de speler een vijand aanvalt. De speler kan door plassen bloed glijden en zijn vijanden smelten met zuurdrank. Het spel is voorzien van een online en offline multiplayer-modus. Fairytale Fights heeft 140 wapens en 3 moeilijkheidsgraden.

## Ontvangst
Fairytale Fights werd gemengd ontvangen, met een gemiddelde score op aggregatiewebsite Metacritic van 51% voor de Xbox 360-versie.